# Gavril Stoyanov
Gavril Stoyanov (Sófia, 9 de julho de 1929 - 6 de novembro de 2005) foi um futebolista e treinador búlgaro, medalhista olímpico. 

## Carreira
Gavril Stoyanov fez parte do elenco medalha de bronze, nos Jogos Olímpicos de 1956, como jogador.